# Episodi di The Chicago Code
La prima e unica stagione della serie televisiva The Chicago Code è stata trasmessa negli Stati Uniti dal 7 febbraio al 23 maggio 2011 su FOX.
In Italia è andata in onda sul canale FOX dall'11 maggio 2011.
| nº | Titolo originale               | Titolo italiano               | Prima TV USA     | Prima TV Italia |
| -- | ------------------------------ | ----------------------------- | ---------------- | --------------- |
| 1  | Pilot                          | Chicago Style                 | 7 febbraio 2011  | 11 maggio 2011  |
| 2  | Hot Butcher                    | Il responsabile               | 14 febbraio 2011 | 18 maggio 2011  |
| 3  | Gillis, Chase & Babyface       | Tradimento                    | 21 febbraio 2011 | 25 maggio 2011  |
| 4  | Cabrini-Green                  | Cambiamenti dolorosi          | 28 febbraio 2011 | 1º giugno 2011  |
| 5  | O'Leary's Cow                  | Incendi dolosi                | 7 marzo 2011     | 8 giugno 2011   |
| 6  | The Gold Coin Kid              | Il ragazzo della moneta d'oro | 14 marzo 2011    | 15 giugno 2011  |
| 7  | Black Hand and the Shotgun Man | Droga e rapimenti             | 21 marzo 2011    | 22 giugno 2011  |
| 8  | Wild Onions                    | Bollenti spiriti              | 11 aprile 2011   | 29 giugno 2011  |
| 9  | St. Valentine's Day Massacre   | Il massacro di San Valentino  | 18 aprile 2011   | 6 luglio 2011   |
| 10 | Bathhouse & Hinky Dink         | La punta dell'iceberg         | 2 maggio 2011    | 13 luglio 2011  |
| 11 | Black Sox                      | Doppia vita doppio gioco      | 9 maggio 2011    | 20 luglio 2011  |
| 12 | Greylord & Gambat              | Caccia al testimone           | 16 maggio 2011   | 27 luglio 2011  |
| 13 | Mike Royko's Revenge           | Giustizia e verità            | 23 maggio 2011   | 3 agosto 2011   |

## Chicago Style
- Titolo originale: Pilot
- Diretto da: Charles McDougall
- Scritto da: Shawn Ryan

### Trama
Teresa Colvin richiede al Consigliere Gibbons una task force per condurre un'indagine riguardante la corruzione negli uffici comunali, senza ottenerla. Jarek scarica un altro partner e a lui viene assegnato Caleb Evers. Si scopre che nella mafia irlandese la Colvin ha piazzato un uomo sotto copertura, di nome Liam.

## Il responsabile
- Titolo originale: Hot Butcher
- Diretto da: Clark Johnson
- Scritto da: Patrick Massett e John Zinman

### Trama
Evers e Wysocki indagano sull'omicidio di Antonio Benz.